# كولن ليندن
كولن ليندن هو كاتب أغاني ومنتج أسطوانات كندي، ولد في 16 أبريل 1960 في تورونتو في كندا.

## وصلات خارجية
- الموقع الرسمي
- كولن ليندن على موقع IMDb (الإنجليزية)
- كولن ليندن على موقع ميوزك برينز (الإنجليزية)
- كولن ليندن على موقع أول ميوزيك (الإنجليزية)
- كولن ليندن على موقع ديسكوغز (الإنجليزية)
- كولن ليندن على موقع قاعدة بيانات الفيلم (الإنجليزية)